# Budd Schulberg
Pour les articles homonymes, voir Schulberg.
Œuvres principales
- Plus dure sera la chute

Budd Schulberg, né le 27 mars 1914 et décédé le 5 août 2009, est un scénariste, producteur de télévision, romancier et écrivain sportif américain. Il est surtout connu pour ses scénarios de Sur les quais en 1954 pour lequel il reçoit un Oscar, et Un homme dans la foule en 1957. Il a également établi sa réputation avec ses romans Plus dure sera la chute, adapté au cinéma en 1956, et Qu'est-ce qui fait courir Sammy ?

## Biographie
Il est le fils du producteur B. P. Schulberg et d'Adeline Jaffe Schulberg, fondatrice d'une agence artistique reprise plus tard par le frère de celle-ci : Sam Jaffe, également producteur.
Au cours de ses études au Dartmouth College, Schulberg participe activement au magazine humoristique local, le Dartmouth Jack-O-Lantern. En 1939, il collabore au scénario de la comédie Winter Carnival de Charles Reisner, dont l'action se déroule sur le campus. Parmi les coauteurs figure F. Scott Fitzgerald, mais qui est renvoyé pour sa consommation excessive d'alcool lors d'une visite à Dartmouth. L'université octroiera à Schulberg un diplôme honoraire en 1960.
Au cours de la Seconde Guerre mondiale, il s'engage dans la Marine et est affecté à l'OSS, dans l'équipe de John Ford chargée de réaliser des documentaires sur le conflit. À la suite de l'armistice, il est au nombre des premières troupes américaines qui découvrent et libèrent les camps de concentration. Il participe à rassembler les preuves contre les criminels de guerre en vue du procès de Nuremberg, notamment par l'arrestation de la réalisatrice Leni Riefenstahl dans son chalet de Kitzbühel en Autriche : on exige d'elle qu'elle identifie les responsables nazis à partir de bobines de films allemands capturés par les Alliés.
Fils de producteur, Schulberg a une connaissance intime d'Hollywood, que restituent ses écrits.
En 1950, il publie Le Désenchanté (The Disenchanted), l'histoire d'un jeune scénariste qui doit collaborer au scénario d'un film sur les fêtes hivernales d'une université, avec un célèbre écrivain. Celui-ci, derrière lequel se dessine assez nettement la figure de F. Scott Fitzgerald mort dix ans auparavant, est dépeint comme un personnage imparfait et tragique, au contact duquel le jeune scénariste devient désabusé. 10e meilleure vente de l'année 1950 aux États-Unis, le roman est adapté au théâtre à Broadway en 1958, avec Jason Robards, qui emporte un Tony Award à cette occasion, George Grizzard dans le rôle inspiré de Schulberg lui-même.
En 1951, il se retrouve au cœur des controverses du maccarthysme lorsque le scénariste Richard Collins témoigne devant la commission des activités anti-américaines en le désignant comme ancien membre du parti communiste américain. Il comparaît alors devant la commission et témoigne que des membres du parti avaient cherché à influencer le contenu de Qu'est-ce qui fait courir Sammy ? et désigne à son tour d'autres membres et sympathisants communistes à Hollywood : « Schulberg déclare aujourd'hui de son plein gré devant la CAA qu'il est devenu communiste vers la fin des années 1930 mais qu'il a quitté le parti quand celui-ci chercha à lui imposer ce qu'il devait écrire. Il désigne John Howard Lawson, un des dix d'Hollywood, comme l'ayant incité à écrire sous la gouverne du parti, ainsi que les scénaristes Waldo Salt, Ring Lardner Jr., Lester Cole, John Bright, Paul Jarrico et Gordon Kahn ; le réalisateur Herbert Biberman et l'agent artistique Meta Reis Rosenberg ».
1954 voit la sortie de Sur les quais (On the Waterfront) d'Elia Kazan avec Marlon Brando, dont le scénario est écrit à partir d'une série d'articles sur le milieu des dockers et la personnalité du père John M. Corridan (le Père Barry, dans le film), et qui lui vaut d'obtenir l'oscar du meilleur scénario original.
En 1957, Schulberg écrit le scénario de Un homme dans la foule (A Face in the Crowd), à nouveau d'Elia Kazan, au sujet de l'ascension d'un jeune chanteur de country qui devient maniaque dans le contrôle de son succès.
En 1958, il écrit et coproduit avec son jeune frère Stuart La Forêt interdite (Wind Across the Everglades) de Nicholas Ray.
Ultérieurement, il ne travaillera plus que pour la télévision, notamment en tant que producteur, dans les années 1960, de la série Everglades.
Autre facette de sa carrière, Schulberg est également écrivain du sport et correspondant en chef pour la boxe du magazine à grand tirage Sports Illustrated. À ce titre, il entre au hall de la célébrité de la boxe (Boxing Hall of Fame) en 2002, en reconnaissance de sa contribution pour ce sport, qui est le cadre de son roman Plus dure sera la chute (The Harder They Fall, 1947).
À la suite des émeutes de 1965 qui secouent le quartier de Watts à Los Angeles, Schulberg crée l'atelier des écrivains de Watts (Watts Writers Workshop) en vue d'insuffler des approches artistiques et culturelles à la population défavorisée.
Schulberg a été marié quatre fois : Virginia Ray, Victoria Schulberg, l'actrice Geraldine Brooks et Betsy Ann Langmann et a eu cinq enfants.

## Filmographie
Au titre de scénariste, sauf mention différente.
- 1937 : Une étoile est née (A Star is Born) de William A. Wellman, coscénariste, non crédité
- 1937 : La Joyeuse Suicidée (Nothing Sacred) de William A. Wellman, non crédité
- 1938 : Little Orphan Annie de Ben Holmes (sous le nom de Budd Wilson Schulberg)
- 1939 : Reine d'un jour (Winter Carnival) de Charles Reisner
- 1941 : Weekend for Three d'Irving Reis, sujet
- 1942 : Five Were Chosen de Herbert Kline, sujet
- 1943 : December 7th de John Ford et Gregg Toland, non crédité
- 1943 : La Cité sans hommes (City Without Men)  de Sidney Salkow, non crédité
- 1943 : Cinco fueron escogidos (version hispanophone de Five Were Chosen) d'Agustín P. Delgado et Herbert Kline, sujet
- 1943 : L'Exubérante Smoky (Government Girl) de Dudley Nichols
- 1945 : That Justice Be Done (en) (court métrage de propagande militaire) de George Stevens, auteur du commentaire
- 1945 : The Nazi Plan (en) (long métrage de préparation au procès de Nuremberg) de George Stevens
- 1948 : Nürnberg und seine Lehre (de) (documentaire germanophone sur le procès de Nuremberg) de Stuart Schulberg (de) (frère de Budd Schulberg)
- 1954 : Sur les quais (On the Waterfront) d'Elia Kazan - Oscar du meilleur scénario original
- 1956 : Plus dure sera la chute (The Harder They Fall) de Mark Robson
- 1957 : Un homme dans la foule (A face in the Crowd) d'Elia Kazan, sujet, scénario ainsi que paroles des chansons
- 1958 : La Forêt interdite (Wind Across the Everglades) de Nicholas Ray, coréalisateur non crédité et scénario

## Œuvres littéraires

### Romans
- What Makes Sammy Run? (1938) Publié en français sous le titre Qu'est-ce qui fait courir Sammy ?, Paris, Robert Laffont, 1947 ; réédition, Paris, Ditis, 1960 ; réédition, Paris, Mengès, 2003 ; réédition, 10/18 no 3803, 2005
- The Harder They Fall (1947) Publié en français sous le titre Knock-out, Paris, Robert Laffont, 1949 ; réédition de la même traduction sous le titre Plus dure sera la chute, Paris, Encre de nuit, collection Nuit américaine, 2003
- The Disenchanted (1950)Publié en français sous le titre Le Désenchanté, Paris, Robert Laffont, 1955 ; réédition, Paris, Rivages poche no 77, 1992
- On the Waterfront (1952) Publié en français sous le titre Sur les quais, Paris, Robert Laffont, 1956 ; réédition, Paris, Rivages/Noir no 335, 1999, relu par Pierre Bondil.
- A Face in the Crowd (1957) Publié en français sous le titre Un homme dans la foule, Paris, Rivages Poche, 2004
- Sanctuary V (1969) Publié en français sous le titre Sanctuary V, Paris, B. Pascuito, 2005
- Swan Watch (1975)

Wind Across the Everglades, La Forêt interdite (1994), scénario du film, traduit par Danièle et Pierre Bondil, ainsi que The Watts Workshop, L'Atelier d'écriture de Watts, et Dialogue in Black and White (avec James Baldwin), Dialogue en Noir et Blanc, Rivages/Écrits Noirs, 1997.

### Recueils de nouvelles
- Some Faces in the Crowd (1953) Publié en français sous le titre Le Visage de Hollywood, Rivages, 1993
- Love, Action, Laughter, and other sad tales (1989) Publié en français sous le titre Amour, action, rire : et autres contes tristes, Rivages, 1995

### Autres publications
- Loser and Still Champion : Muhammad Ali (1972)
- Everything that Moves (1980) Publié en français sous le titre Dix-huit images par seconde, Seghers, 1991
- Sparring with Hemingway (1985)

### Sur Budd Schulberg
Peu d'écrits en français sur Budd Schulberg. Se référer à l'article en anglais.